# Sadyattes nigricornis
Sadyattes nigricornis är en insektsart som först beskrevs av Ludwig Redtenbacher 1908.  Sadyattes nigricornis ingår i släktet Sadyattes och familjen Phasmatidae. Inga underarter finns listade i Catalogue of Life.